# Michele Luppi
Michele Luppi (Carpi, 7 de abril de 1974) é um cantor e tecladista italiano, atualmente membro do Whitesnake.

## Biografia

### Primeiros passos
Ele começou o estudo do piano e teoria musical com nove anos de idade. Ele argumentou, sem sucesso audições para vários grupos (punk, New Wave '80, etc.) E começaram as primeiras gravações amadoras e primeiras colaborações com grupos locais.
Em março de 1989 entrou em seu primeiro grupo real, o Skull Keeper, que imediatamente após sua chegada mudou o nome para Alchemy. Em 1990 ele escreveu o primeiro "Intro-Instrumental", uma mistura de fragmentos musicais, cujo segundo capítulo foi intitulado "Starlight In The Mirror", sua primeira peça real escrita exclusivamente por si mesmo. Fez alguns shows com a Alchemy, mas depois decidiu deixar o grupo. Em abril de 1991, foi contactado por Paul Torelli para substituir o guitarrista Tommi Prodi, em um grupo de Reggio Emilia chamado Richmond. Um dos grupos com quem trabalhou foram os Marylin 44, uma banda de rock baseada em "glam" com letras em italiano. Fez quatro faixas intituladas "Ice Heart", "Friends Come, Friends Go", "Rock Killer" e "Lawless Nights". Ele fazia parte do coro de "Crystal Lake High School Central", participou em diversos projetos e formaram o Heaven, um quarteto com o qual tinha a intenção de propor, entre outras, suas canções ao vivo.
Em 1994 Michele estreou como vocalista em suae primeira banda, Mr Pig. Tornou-se um famoso show ao vivo na Itália, tocando músicas do álbum de Big, Lean Into It.
En 1997 começou a ensinar cantores em seu estúdio MiLu's Rock Lab e em escolas de música italiana, enquanto desenvolvia um método vocal que é um tópico central de suas oficinas de controle de voz.
No ano de 1998, obteve um diploma no Vocal Institute of Technology (VIT) e começou a trabalhar como cantor profissional, compositor e produtor, em sessões ao vivo e em estúdio, ao lado de artistas como Reb Beach,  Eric Martin, Gregg Giuffria, Maurizio Solieri,  George Lynch, Doug Aldrich, Ian Paice entre muitos outros.
Começou a se apresentar pela primeira vez como vocalista e, simultaneamente, ao Mr. Pig tornou-se parte de um grupo propondo canções originais de rock italiano, République Infâme. Com eles foi convidado a participar do concurso "Trofeo Roxy Bar" em Videomusic que venceu a final. Também participaram da publicação de uma compilação do CD, "La stalattite d’oro", fruto de um concurso de canto onde chegaram no início da peça "Non voglio più", escrita por Luppi. Para R.I. Ele também escreveu: "Ali", "Scendi", "Sotto Accusa", "Tempo Acqua e Amore". Ele permaneceu na banda até 1997. Com seu lançamento a banda se separou.
Retornou de uma estadia nos Estados Unidos realizaram o "Demo '98". Também reformou e configurou o MR. Pig e organizou uma dupla acústica chamada Double M por Matteo Manicardi com quem tocou durante quase um ano e meio e fez covers de vários artistas. Em 1998, ele colaborou com uma banda chamada Moongarden para a qual ele escreveu 2 peças e gravou uma demo, esta colaboração deu-lhe a oportunidade de cantar essas músicas pela primeira vez com a ajuda de uma orquestra de 25 elementos em concerto. Começou a ensinar a cantar na Accademia di Musica Moderna di Modena (Academia de Música Moderna de Modena), onde permaneceu por 5 anos.
Depois de alguns concertos em conjunto Maurizio Solieri, tornou-se parte da classe. Em 1999 gravou as canções folclóricas em um CD-Po: "Profondo Nord" por Paolo Bregamaschi. Ele participou da promoção do CD "Out" (BMG) aparecendo como tecladista-corista em apresentações ao vivo (Teritorio Match Music). Por alguns meses fez parte de outra banda: "hit".
Em 2000, ele cantou em um concerto de tributo com o baterista Ian Paice onde se realizaram os pedaços de sua banda histórica: Deep Purple. Através desta colaboração com Paice, o Tributo a Deep Purple formou-se com a chegada de Andrea Ge, de Exilia na bateria. Em julho de 2000, ele participou da reunião de Steve Rogers Band, no Tributo a Massimo Riva.
Em 2001 ele iniciou uma longa turnê como backing vocal e tecladista com Umberto Tozzi. Ao mesmo tempo, tocava sempre que podia com o Mr. Pig. Em 2003 veio um Minus One rock chamado "Pop Rock play along", no qual ele participou junto com outros professores da Academia de Música Moderna.
Em 2003 entrou na banda de power metal italiana Vision Divine, gravou os albuns Stream of Consciousness (2004), Perfect Machine (2005) e The 25th Hour (2007), além do DVD, Stage of Consciousness (2005), saiu da banda em 2008.
Desde 2015, Michele excursiona como tecladista e vocal de apoio do Whitesnake.